# Meuse (petroliera)
La Meuse (A 607) è una delle cinque petroliere della classe Durance della Marine nationale la marina militare francese.
Messa in cala il 2 giugno 1977 e varata a Brest il 2 dicembre 1978, la PR Meuse venne classificata con il codice A607 il 21 novembre 1980. La Meuse dispone di maggiori capacità di trasporto di carburante avio TR5 (3 000 t contro 1 100) rispetto alle sue sorelle ma una minore capacità di gasolio (5 200 t contro 8 400). La nave è stata ritirata dal servizio nel 2015.
- PR: Pétrolier Ravitailleur = nave petroliera/rifornimento
- BCR: Bâtiment de Commandement et de Ravitaillement = nave di comando e rifornimento

## Unità
| Marine nationale | Marine nationale | Marine nationale | Marine nationale | Marine nationale | Marine nationale    | Marine nationale | Marine nationale                                                            |
| Matricola        | Nome             | Cantiere navale  | Impostazione     | Varo             | Entrata in servizio | Disarmata        | Note                                                                        |
| ---------------- | ---------------- | ---------------- | ---------------- | ---------------- | ------------------- | ---------------- | --------------------------------------------------------------------------- |
| A629             | Durance          | DCN, Brest       | 10/12/1973       | 11/09/1975       | 12/04/1977          | 1997             | PR, venduta all'Armada de la República Argentina e rinominata ARA Patagonia |
| A607             | Meuse            | DCN, Brest       | 02/06/1977       | 02/12/1978       | 21/11/1980          | 2015             | PR, era basata a Tolone                                                     |
| A608             | Var              | DCN, Brest       | 08/05/1979       | 09/05/1981       | 29/01/1983          |                  | BCR, basata a Tolone                                                        |
| A630             | Marne            | DCN, Brest       | 04/08/1982       | 02/02/1985       | 16/01/1987          |                  | BCR, basata a Tolone                                                        |
| A631             | Somme            | La Seyne/Mer     | 03/05/1985       | 03/10/1987       | 07/03/1990          |                  | BCR, basata a Tolone                                                        |